# Aeroportul Bloodvein River
Aeroportul Bloodvein River (IATA: YDV, ICAO: CZTA) este un aeroport din Manitoba, Canada ce deservește zona Bloodvein First Nation⁠(d).
Situat la o altitudine de 223 m, aeroportul dispune de o singură pistă.